# Oxytropis arenae-ripariae
Oxytropis arenae-ripariae är en ärtväxtart som beskrevs av I.T. Vassilczenko. Oxytropis arenae-ripariae ingår i släktet klovedlar, och familjen ärtväxter. Inga underarter finns listade i Catalogue of Life.